# 黃鈺文
黃鈺文（Mickey Huang，1987年1月26日—），藝名米奇（Mi Chi），2005年6月畢業於台北市私立華興中學高中部，2009年6月畢業於世新大學新聞系。雖非黑澀會美眉團體成員之一，但憑著漂亮可人的外貌、活潑的個性及純真的特質，在節目中扮演娛樂觀眾的角色，無論RAP或帶動現場氣氛，都有不錯的表現，擁有不少支持者。另外，她有不錯的口才，具當主持人或記者之潛力；亦學習過國際標準舞，有於公開場合表演的經驗。夢想是成為新聞主播。
2012年1月至2014年4月30日在年代新聞台擔任氣象主播和記者；同時在亞洲廣播網也有自己的電台節目。自從2008年10月《我愛黑澀會》發生重大人事變動後，她已暫停節目的錄影。曾於《台灣醒報》擔任記者撰寫新聞。主持過威達超舜電信生活台節目《輕鬆趴趴走》。
2014年4月30日米奇在臉書宣佈將離開主播台，並規畫離開台灣至澳洲的華人電視台當主播。澳洲墨爾本打工生活4年多，擔任侍酒師，2018年12月19日開始重回新聞工作，擔任民視VR小組主播、民視董事室副主任。2020年9月前往新加坡擔任擔任葡萄酒講師
洪詩、玉兔與米奇三位姐妹淘有個小外號：「洪玉米」。

## 藝人時期

### 我愛黑澀會表現
| 時間          | 名次                                        |
| ------------- | ------------------------------------------- |
| 2007年4月20日 | 第24次淘汰賽，獲得第三名 (與莎莎並列)       |
| 2007年9月14日 | 第26次淘汰賽，獲得第三名 (與瑤瑤、洪詩並列) |

| 時間           | 節目主題                                 |
| -------------- | ---------------------------------------- |
| 2007年7月2日   | 美眉偵查庭 誰是長不大的女孩              |
| 2007年7月4日   | 真心換絕情 人性考驗大比拼                |
| 2007年8月22日  | 表演課 你一定還記得 (RAP冠軍)            |
| 2008年2月28日  | 新秀爭霸 大嘴巴新團員資格賽              |
| 2008年6月2日   | 特別企劃 郭靜演唱會嘉賓選拔 (與苡瑄並列) |
| 2008年10月17日 | 音樂課 饒舌就要這樣才夠嗆 MVP            |

### 作品

#### 主持
- Channel V《美眉普普風》 美眉主題館 MV超感動（下）（2007年5月8日）
- Channel V《美眉普普風》 美眉巨星日 K歌之王 陳奕迅（2008年4月16日，和小華共同主持）
- Channel V《美眉普普風》 美眉巨星日 吳克群（2008年4月24日，和小華共同主持）

#### 代言
- 三星電子MP3 U3系列（2007/07/09）
- 96年度全國國中組租稅教育宣導，與玉兔、米恩（2007/09）
- 愛戀金飾（2008）

#### 節目錄影
- 中視《我猜我猜我猜猜猜》人不可貌相 - 超Sweet!!笑顏美女（2006/01/26）
- 民視《電玩大帝國》首集錄影特別來賓（2007/07/07）
- 東風衛視《開運萬事通》特別來賓（2007/10/04）
- 三立《國光幫幫忙》你有沒有受過寫自傳的專業訓練？（2008/02/25）
- 衛視中文台《麻辣天后宮》單飛偶像團體內鬥史！（2010/04/22）與瑤瑤
- 緯來綜合台《天黑請閉眼》（2011/06/30）

#### 演出
- 郭靜淡水漁人碼頭演唱會表演嘉賓（2008/06/07） -與郭靜、苡瑄合唱《仨人》

## 澳洲打工時期
2014年赴澳洲墨爾本打工生活，體驗不同的專業領域工作，曾擔任侍酒師。工作休假期間回台多次。2018年10月30日開始自拍Vlog當起YouTuber。2018年12月離開澳洲回國重返新聞工作。

## 新聞人員時期

### 採訪播報
- 台灣醒報文字記者
- 年代新聞文字記者
- 年代新聞《年代新氣象》氣象主播（2012年1月7日-2014年4月30日）
- 民視VR小組主播（2018年12月19日-2020年）
- 民視董事室副主任（2018年12月19日-2020年）

### 主持節目
- 威達超舜生活台《輕鬆趴趴走》主持人
- 亞洲廣播網《音樂百憂解》主持人 （2011年10月2日-2011年12月）

### 影視演出
- 2014年民視偶像劇《你照亮我星球》飾主播

## 廣告
- 新北市政府捷運工程局：「新北環狀線，串聯便利生活圈！」

## 外部連結
- 黃鈺文部落格 （页面存档备份，存于）
- 黃鈺文的Instagram帳戶
- 黃鈺文的新浪微博
- 黃鈺文YouTube頻道 （页面存档备份，存于）